# 청풍자
청풍자(聽風者, The Silent War)는 홍콩에서 제작된 장문강 감독의 2012년 스릴러, 드라마 영화이다. 양조위 등이 주연으로 출연하였다.

## 출연

### 주연
- 양조위 : 아병 역
- 저우쉰 : 학녕 역
- 범효훤 : 심정 역
- 왕쉐빙 : 곽흥중 역
- 동용 : 무창 역

### 조연
- 린웨이
- 오가려
- 방평
- 감정정
- 장지량

## 제작진
- 원작자: 맥가
- 프로듀서: 답가진
- 프로듀서: 황빈
- 음향: 노파와트 리키퉝
- 음향: 트레이셉 웡패이분
- 미술: 만림중
- 의상: 만림중